# E-серія Nokia
E-серія Nokia — смартфони фірми Nokia для бізнесу з розширеними можливостями підключения. Серію можна впізнати за буквою Е і двох цифр після неї в проміжку від 50 до 90 (виняток E90 Communicator).
Серія складається з телефонів: E50, E51, E55, E60, E61/E61i, E62, E63, E65, E66, E70, E71, E75, E90 Communicator.